# Cadillac (Saskatchewan)
Pour les articles homonymes, voir Cadillac.
La municipalité de Cadillac se situe au sud-ouest de la province canadienne de la Saskatchewan. Elle compte 126 habitants. Elle a le statut de village et est enclavée dans la municipalité rurale de Wise Creek n°77. Le village se situe à l'intersection de deux routes provinciales. La route 4 orientée nord-sud mène à Swift Current 65 km plus au nord tandis que la route 13 (Red Coat Trail/Sentier des Tuniques Rouges) orientée est-ouest permet de rejoindre à l'est les villages de Ponteix (20 km) et de Laflèche (87 km). Le village est desservi par la ligne de chemin de fer de Pangman à Assiniboia anciennement propriété du Canadien Pacifique, rachetée par la Red Coat Road & Rail Ltd (RCRR). La localité dispose d'un petit musée logé dans une ancienne église datant de 1914, consacré à l'histoire rurale du village.   

## Démographie
| 1991 | 1996 | 2001 | 2006 | 2011 | 2016 | 2021 |
| ---- | ---- | ---- | ---- | ---- | ---- | ---- |
| -    | -    | -    | -    | -    | 92   | 116  |